# 2014 في كندا
فيما يلي قوائم الأحداث التي وقعت خلال عام 2014 في كندا.

## سياسة

### انتهاء فترة المنصب
- 30 نوفمبر – روب فورد عمدة تورونتو [الإنجليزية]‏.

## رياضة
- 8 يونيو – جائزة كندا الكبرى 2014 الفائز دانيل ريكاردو.
- 12 سبتمبر – جائزة كيبيك الكبرى للدراجات 2014 الفائزون راموناس نافاردوساكاس، توم دومولين، سيمون جيرانس.

## أفلام
من الأفلام التي صدرت هذه السنة في كندا:
- 1 يناير – الهروب من كوكب الأرض من إخراج Cal Brunker [الإنجليزية]‏.
- 1 يناير – تي إس سبيفيت الصغير والخارق للعادة من إخراج جون بيير جونيه.
- 1 يناير – خرائط النجوم من إخراج ديفد كروننبرغ.
- 1 يناير – متتالية فرنسية من إخراج Michael Kuhn [الإنجليزية]‏، Saul Dibb [الإنجليزية]‏.
- 1 يناير – منبوذ من إخراج نيك باول.
- 27 يناير – بلا توقف من إخراج جومي كوليت سيرا.
- 18 فبراير – بومبي من إخراج بول أندرسون.
- 23 أبريل – قرميد القصور من إخراج Camille Delamarre [الإنجليزية]‏.
- 11 يونيو – عدو من إخراج دينيس فيلنوف.

## برامج ومسلسلات وأنمي
- دغراسي: الجيل التالي
- السماوات المتساقطة
- القتل

## موسيقى

### أغاني
من الأغاني التي صدرت هذه السنة في كندا:
- 31 يوليو – غالبا من غناء ذا ويكند.

## وفيات

### فبراير
- 18 فبراير – مافيز جالانت (مواليد 1922) كاتبة كندية.[1]

### مارس
- 19 مارس – لورنس والش (مواليد 1912)[2]
- 21 مارس – تيري جونز (مواليد 1938) سياسي كندي.

### أبريل
- 16 أبريل – دوغلاس كولمان (مواليد 1931) عالم كيمياء حيوية كندي.

### مايو
- 13 مايو – جيل كلوتير (مواليد 1928) فيزيائي كندي.
- 28 مايو – بوب هوبريغس (مواليد 1932) لاعب كرة سلة كندي.[3]

### يوليو
- 1 يوليو – ويليام تيتلي (مواليد 1927) سياسي كندي.
- 19 يوليو – ديفيد إيستون (مواليد 1917)[4]

### نوفمبر
- 8 نوفمبر – إيرني فانديفيغ (مواليد 1928) لاعب كرة سلة كندي.[5]

### ديسمبر
- 3 ديسمبر – ناثانيال براندن (مواليد 1930)[6]